# I. Zsigmond litván nagyfejedelem
I. Zsigmond (litvánul Žygimantas I Kęstutaitis; lengyelül Zygmunt Kiejstutowicz; kb. 1365–1440. március 20.) Litvánia nagyfejedelme 1432 és 1440 között.

## Élete

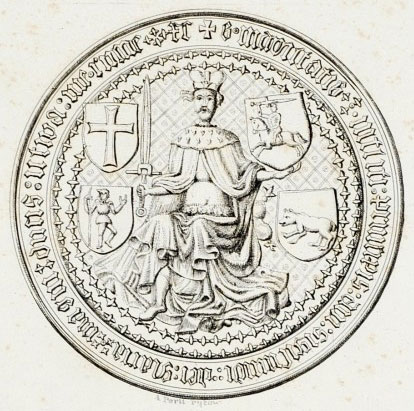
Zsigmond pecsétje

Zsigmond Kęstutis fejedelem és második felesége, Birutė gyermeke volt. Testvéreihez hasonlóan ő is pogány nevet kapott születésekor, de azt nem ismerjük, csak a megkeresztelkedésekor felvett Zsigmond nevet. 
Apja halála után, amikor bátyja, Vytautas és unokatestvére, Jogaila (Jagelló) az uralomért harcolt, Zsigmond 1382–1384 között Jogaila fogságában volt. 1383-ban keresztelkedett meg katolikus rítus szerint. 1384-ben megszökött a fogságból és csatlakozott Vytautashoz, aki akkor a Teuton lovagrend szövetségesként harcolt Jogaila ellen. Vytautas ezután kiegyezett rokonával és elárulta a lovagrendet; így amikor néhány évvel később, 1389-ben ismét segítségüket kérte, azok túszként tartották fogva néhány családtagját. Közöttük volt Zsigmond is, egészen 1398-ig. Visszatérése után megkapta a Sztarodubi fejedelemséget. 1399-ben részt vett a balul sikerült vorszklai, 1410-ben pedig a győzedelmes grünwaldi csatában. 
Vytautas 1430-as halála után támogatta unokatestvére, Švitrigaila örökösödését és lengyelekkel való harcát, de aztán a nagyfejedelem ellen összeesküvést szövő nemesek rávették, hogy csatlakozzék hozzájuk. Miután rátámadtak, Švitrigaila Polockba menekült, Zsigmondot pedig lengyel segítséggel 1432. szeptember 1-én nagyfejedelemmé kiáltották ki. Őt támogatta az ország nyugati része; a keleti, ortodox vallású, rutén régió azonban továbbra is Švitrigaila híve maradt, különösen miután az megígérte, hogy a pravoszláv nemesek ugyanolyan kiváltságokat fognak élvezni, mint a katolikusok.  
A polgárháborút 1435. szeptember 1-én a pabaiskasi csata döntötte el, amelyben Zsigmond győzedelmeskedett. Miután megerősítette helyzetét, Zsigmond megpróbált lazítani az országát Lengyelországgal összekötő kapcsolatokon és tárgyalásokat kezdett Albert magyar, cseh és német királlyal egy esetleges lengyelellenes szövetségről. 
1440. március 20-án Zsigmondot a külföldre menekült Švitrigaila hívei (akiket feltehetően Aleksander Wasylewicz Czartoryski vezetett) Trakai várában meggyilkolták. Utóda a trónon mégsem Švitrigaila lett, hanem Jogaila kisebbik fia, Kázmér. Zsigmondnak egy fia született, Mihály Boleszláv aki 1452-ben halt meg.

## Fordítás
- Ez a szócikk részben vagy egészben  a   Sigismund Kęstutaitis című angol Wikipédia-szócikk ezen változatának fordításán alapul.  Az eredeti cikk szerkesztőit annak laptörténete sorolja fel. Ez a jelzés csupán a megfogalmazás eredetét és a szerzői jogokat jelzi, nem szolgál a cikkben szereplő információk forrásmegjelöléseként.

| Előző uralkodó: Švitrigaila | Litvánia nagyfejedelme 1432-1440 | Következő uralkodó: Kázmér |